# Хочу жениться на дочери миллионера
«Хочу жениться на дочери миллионера» (хинди अंदाज़ अपना अपना, Andaz Apna Apna; досл.: «У каждого свой стиль») — индийская романтическая комедия, снятая в Болливуде и вышедшая в прокат в Индии в 1994 году.

## Сюжет
Прем (Салман Хан) мечтает быстро разбогатеть. Из газеты он узнаёт, что в Индию из Лондона приезжает богатая невеста Равина (Равина Тандон), чтобы найти себе жениха. Прем решает попытать счастья и добиться руки Равины и отправляется в путь. В автобусе он знакомится с Амаром (Аамир Хан), который также мечтает стать мужем миллионерши и вести беззаботную жизнь. Соперники пытаются разрушить планы друг друга, но ещё и не подозревают, что в страну приехали две девушки, которые решили ради шутки поменяться местами, и одна из них стала Равиной — дочерью миллионера, а вторая Каришмой (Каришма Капур), её подругой. Всё было хорошо, пока этот обман не всплыл наружу и молодые люди не узнали, кого же они любят на самом деле…

## В ролях
- Салман Хан — Прем Бхопали
- Аамир Хан — Амар Манохар
- Равина Тандон — Каришма / Равина
- Каришма Капур — Равина / Каришма
- Шакти Капур — Гого
- Девен Верма — Мурли Манохар, отец Амара
- Джагдип — Банкелал Бхопали, отец Према
- Пареш Равал — Теджа / Шьям Гопал Баджадж / Рам Гопал Баджадж
- Виджу Кхоте — Роберт
- Шехзад Хан — Винод Бхалла
- Мехмуд — Джонни
- Джавед Хан — Ананд Акела
- Али Джут — инспектор Али
- Тику Талсания — инспектор
- Хариш Патель — СеваРам джи
- Джухи Чавла — играет саму себя
- Говинда — играет самого себя

## Саундтрек
Все тексты написаны Маджрухом Султанпури, вся музыка написана Тушаром Бхатия.
| №  | Название                 | Исполнители                             | Длительность |
| -- | ------------------------ | --------------------------------------- | ------------ |
| 1. | «Do Mastanae»            | С. П. Баласубраманьям, Дебашиш Дасгупта | 6:04         |
| 2. | «Dil Karta Hai»          | Мангал Сингх                            | 4:59         |
| 3. | «Ye Raat Aur Ye Doori»   | С. П. Баласубраманьям, Аша Бхосле       | 5:12         |
| 4. | «Ello Ello»              | Вики Мехта, Бехрозе Чатерджи            | 5:54         |
| 5. | «Jaana Tune Jaana Nahin» | Абхиджит Бхаттачария, Садхана Саргам    | 4:35         |
| 6. | «Shola Shola Tu Bhadke»  | С. П. Баласубраманьям, Сапна Мукхерджи  | 5:02         |

Две последние композиции в фильм не вошли.

## Разное
Фильм был номинирован на Filmfare Awards в четырёх категориях:
- лучший фильм
- лучшая режиссура — Раджкумар Сантоши
- лучший актёр — Аамир Хан
- лучшая комедийная роль — Шакти Капур

Но не получил ни одной награды.